# Туфли на набережной Дуная
Ту́фли на на́бережной Дуна́я (венг. Cipők a Duna-parton) — мемориал жертвам Холокоста, установленный в 2005 году на берегу Дуная в Будапеште.

## История
Массовые расстрелы евреев в Будапеште производились членами венгерской нацистской партии «Скрещённые стрелы» в конце Второй мировой войны, в 1944 — начале 1945 годов. Чтобы не заниматься захоронением, нацисты расстреливали жертв на берегу реки, для экономии пуль связывая им руки или ноги и стреляя только в первого — падая, он тянул за собой остальных.
Евреев привозили к дунайской набережной на грузовиках, приказывали снять обувь и увозили на баржах в неизвестном направлении. Оставленная на набережной обувь шла на продажу или использовалась нацистами для собственных нужд.
Количество расстрелянных исчислялось тысячами. Точные цифры неизвестны — тела унесла вода.
Будапештское гетто было освобождено советскими войсками 18 января 1945 года.

## Память
Идея мемориала на набережной Дуная принадлежала режиссёру Джану Тогаю и была воплощена венгерским скульптором Дьюлой Пауэром.
Отлитая из чугуна скульптурная композиция представляет 60 пар разнокалиберной мужской, женской и детской обуви — стоптанные ботинки, туфли, башмачки, стоящие вдоль набережной у края воды.
Все пары обуви — аутентичные копии моделей 1940-х годов.
За экспозицией установлена каменная скамья с железными памятными табличками с надписями на трёх языках — венгерском, английском и иврите:

В память о жертвах, 
расстрелянных на Дунае 
ополченцами Скрещённых стрел 
 в 1944—45 
Установлено 16 апреля 2005
Оригинальный текст (англ.)To the memory of the victims
 shot into the Danube
 by Arrow Cross militiamen
 in 1944—45 
 Erected 16 April 2005

Длина скамьи равна протяжённости ряда обуви — 40 метров, высота — 70 сантиметров.
Памятник установлен на пештском берегу Дуная, недалеко от здания венгерского парламента. Открытие состоялось 16 апреля 2005 года, в Международный день памяти жертв Холокоста, накануне 60-й годовщины победы над фашизмом во Второй мировой войне.
К памятнику приносят цветы, на набережной оставляют зажжённые лампадки.
В 2013 году газета «Аргументы и факты» включила будапештский мемориал в число 18 «Самых пронзительных памятников мира», отведя ему первое место в списке, так же характеризуют его и другие источники.

…Это один из самых сильных и пронзительных памятников мира, который подтверждает, что не менее эмоциональным, чем живопись, может быть и монументальное искусство.— Биробиджанер штерн
В 2015 году в Санкт-Петербургском государственном академическом театре балета имени Леонида Якобсона поставлен балет «Каменный берег», толчком к созданию которого послужило впечатление хореографа от будапештского памятника. По замыслу хореографа Владимира Варнавы, набережная в спектакле выступает «в роли мифологического пространства, позволяющего реконструировать на эмоциональном уровне события и образы людей, встретившихся с болью и утратой».

Я не знаю памятника более сильного и менее помпезного, чем этот.— Geo

## Комментарии
1. ↑  Со временем часть обуви была украдена, на 2014 год осталось 53 пары[5].